# Ningwupasset
Ningwuguan (宁武关; Níngwǔguān), eller Ningwupasset, är en historisk strategiskt viktig passage i Kinesiska muren vid Ningwu i Shanxiprovinsen.
På grund av sitt läge vid Huifloden på södra sluttingen av Guancenberget var Ningwu en strategist viktig plats, och staden uppfördes 1450, och dess stadsmur har förstärkts i flera steg. Ningwupasset var under Mingdynastin en del i Taiyuangarnisonens försvarsmurar som uppfördes efter kejsare Jiajings 23:e år som regent. (r. 1521–1566). Ningwupasset var tillsammans med Piantoupasset och Yanmenpasset kända som "De tre yttre passen".
Ningwupasset föll 1644 efter att ha attackerats av rebellen Li Zicheng på sin väg mot huvudstaden Peking.